# Wu (Zhou-König)

König Wu

Wu, König von Zhou (chinesisch 周武王, Pinyin Zhōu Wǔ Wáng), war der Gründer und erste König der chinesischen Zhou-Dynastie. Seine Regentschaft begann etwa zwischen 1049 und 1045 v. Chr. und endete etwa 1043 v. Chr. mit seinem Tod. Sein eigentlicher Name war Ji Fa (姬發 / 姬发).

## Leben
Ji Fa war der älteste Sohn von acht Söhnen des König Wen, die den Tod des Königs überlebten. Die Zhou hatten sich unter Wen und seinen Vorgängern von einem westlich und nordwestlich des Reichs der chinesischen Shang-Dynastie siedelnden Stamm zu einem mächtigen Rivalen für das Haus Shang entwickelt. Ji Fa übernahm die Geschäfte seines Vaters als König Wu, nachdem dieser auf einem Feldzug in Richtung der heutigen Provinzen Shanxi und Henan das Kernland der Shang bedroht und einige kleinere Staaten ausgelöscht hatte. Zwei Jahre nach König Wens Tod erreichte Wu mit der Streitmacht der Zhou die Festung Mengjin nahe dem heutigen Luoyang, die an einer strategisch bedeutenden Position an einer Furt über den Gelben Fluss gelegen war. Den Chroniken zufolge warteten dort 800 lokale Herren auf Wu. Diese Manöver waren eindeutig gegen die Shang-Dynastie gerichtet. Wu brach den Feldzug aber ab, möglicherweise um seine Macht zu zeigen und um weitere Verbündete zu werben.
Weitere zwei Jahre später erschien König Wu erneut an der Festung Mengjin. Diesmal überschritt er den Gelben Fluss mit 45.000 Soldaten und 300 Streitwagen und näherte sich aus südlicher Richtung der Shang-Hauptstadt Zhaoge (etwa 50 km südlich des heutigen Anyang) an. Damit mied er die westlichen Verteidigungseinrichtungen von Shang und traf nach fünf Tagen Marsch bei Muye (in der heutigen Provinz Henan) auf die Shang-Truppen. In der Schlacht von Muye besiegten die Zhou-Streitwagen die Shang-Truppen innerhalb kurzer Zeit. Wenngleich die spätere konfuzianistische Geschichtsschreibung behauptet, dank der großen Tugend von König Wu und der großen Boshaftigkeit des Shang-König Di Xin habe es kein Blutvergießen gegeben, deutet alles auf einen militärischen Sieg Wus hin. Di Xin zog sich in seinen Palast namens Hirsch-Terrasse (鹿台) zurück und ließ sie anzünden. Seine Leiche entging trotzdem der Verstümmelung nicht, nachdem sie von Wus Truppen gefunden worden war.
Die Machtübernahme der Zhou wurde durch die Theorie des Himmlischen Mandats gerechtfertigt. Demnach musste ein König ein persönlich beispielhaftes Leben führen und gerecht regieren, um im Besitz des seine Herrschaft legalisierenden Himmlischen Mandats zu bleiben. Aufgrund seines angeblich unwürdigen Lebens- und grausamen Regierungsstils hatte Di Xin daher zu Recht sein Himmlisches Mandat verloren, das an den Vertreter einer neuen Dynastie, Ji Fa, überging, der sich als Herrscher Wu nannte.
König Wu sicherte seine Regierung durch Vergabe von Territorialherrschaften an führende Angehörige seiner Sippe und die Anführer alliierter Völker. Über das frühere Shang-Territorium herrschte nun formell Di Xins Sohn Wu Geng, König Wu beauftragte jedoch seine jüngeren Brüder Guanshu Xian und Caishu Du, vielleicht auch Huoshu Chu, dieses Gebiet zu verwalten und zu überwachen. Einen anderen seiner Brüder, Zhou Gong Dan, stellte er als seinen Berater an. Diese Regierungsstruktur blieb intakt, solange er lebte; so entstand das nun mehrere Jahrhunderte bestehende Fengjian-System. König Wu starb jedoch schon zwei Jahre nach seinem militärischen Triumph über Shang. Späteren Konfuzianern galt er als idealtypischer Dynastie-Gründer.
König Wu hatte seinen ältesten Sohn Song als Nachfolger bestimmt. Zhou Gong Dan erklärte Song, den späteren König Cheng als zu jung zur Regierungsführung und bestimmte sich selbst zum Regenten. Die anderen Brüder des verstorbenen Wu, die sich im früheren Shang-Gebiet aufhielten, rebellierten daraufhin. In dem darauffolgenden Bürgerkrieg wurde das Zhou-Territorium massiv in Richtung Osten ausgedehnt.

## Familie
|                       |                       |                       |                       |                       |                       |  |  | Wen von Zhou 周文王 | Wen von Zhou 周文王 | Wen von Zhou 周文王 | Wen von Zhou 周文王 | Wen von Zhou 周文王 | Wen von Zhou 周文王 |                    |                    | Tai Si 太姒            | Tai Si 太姒            | Tai Si 太姒            | Tai Si 太姒            | Tai Si 太姒            | Tai Si 太姒            |               |               |                       |                       |                       |                       |                       |                       |  |  |                      |                      |                      |                      |                      |                      |
|                       |                       |                       |                       |                       |                       |  |  | Wen von Zhou 周文王 | Wen von Zhou 周文王 | Wen von Zhou 周文王 | Wen von Zhou 周文王 | Wen von Zhou 周文王 | Wen von Zhou 周文王 |                    |                    | Tai Si 太姒            | Tai Si 太姒            | Tai Si 太姒            | Tai Si 太姒            | Tai Si 太姒            | Tai Si 太姒            |               |               |                       |                       |                       |                       |                       |                       |  |  |                      |                      |                      |                      |                      |                      |
|                       |                       |                       |                       |                       |                       |  |  |                     |                     |                     |                     |                     |                     |                    |                    |                        |                        |                        |                        |                        |                        |               |               |                       |                       |                       |                       |                       |                       |  |  |                      |                      |                      |                      |                      |                      |
|                       |                       |                       |                       |                       |                       |  |  |                     |                     |                     |                     | Wu von Zhou 周武王  | Wu von Zhou 周武王  | Wu von Zhou 周武王 | Wu von Zhou 周武王 | Wu von Zhou 周武王     | Wu von Zhou 周武王     |                        |                        | Yi Jiang 邑姜          | Yi Jiang 邑姜          | Yi Jiang 邑姜 | Yi Jiang 邑姜 | Yi Jiang 邑姜         | Yi Jiang 邑姜         |                       |                       |                       |                       |  |  |                      |                      |                      |                      |                      |                      |
|                       |                       |                       |                       |                       |                       |  |  |                     |                     |                     |                     | Wu von Zhou 周武王  | Wu von Zhou 周武王  | Wu von Zhou 周武王 | Wu von Zhou 周武王 | Wu von Zhou 周武王     | Wu von Zhou 周武王     |                        |                        | Yi Jiang 邑姜          | Yi Jiang 邑姜          | Yi Jiang 邑姜 | Yi Jiang 邑姜 | Yi Jiang 邑姜         | Yi Jiang 邑姜         |                       |                       |                       |                       |  |  |                      |                      |                      |                      |                      |                      |
|                       |                       |                       |                       |                       |                       |  |  |                     |                     |                     |                     |                     |                     |                    |                    |                        |                        |                        |                        |                        |                        |               |               |                       |                       |                       |                       |                       |                       |  |  |                      |                      |                      |                      |                      |                      |
|                       |                       |                       |                       |                       |                       |  |  |                     |                     |                     |                     |                     |                     |                    |                    |                        |                        |                        |                        |                        |                        |               |               |                       |                       |                       |                       |                       |                       |  |  |                      |                      |                      |                      |                      |                      |
| Cheng von Zhou 周成王 | Cheng von Zhou 周成王 | Cheng von Zhou 周成王 | Cheng von Zhou 周成王 | Cheng von Zhou 周成王 | Cheng von Zhou 周成王 |  |  | Shu von Yu 邘叔     | Shu von Yu 邘叔     | Shu von Yu 邘叔     | Shu von Yu 邘叔     | Shu von Yu 邘叔     | Shu von Yu 邘叔     |                    |                    | Shu Yu von Tang 唐叔虞 | Shu Yu von Tang 唐叔虞 | Shu Yu von Tang 唐叔虞 | Shu Yu von Tang 唐叔虞 | Shu Yu von Tang 唐叔虞 | Shu Yu von Tang 唐叔虞 |               |               | Marquis von Ying 應侯 | Marquis von Ying 應侯 | Marquis von Ying 應侯 | Marquis von Ying 應侯 | Marquis von Ying 應侯 | Marquis von Ying 應侯 |  |  | Marquis von Han 韓侯 | Marquis von Han 韓侯 | Marquis von Han 韓侯 | Marquis von Han 韓侯 | Marquis von Han 韓侯 | Marquis von Han 韓侯 |